# Эбрук
Эбрук (Эвраук) — бриттское государство Древнего Севера, существовавшее приблизительно с 383 года на территории современной Англии. Столица — город Эбрук (современный Йорк). 
Появилось около 383 года, когда Магн Максим покинул Британию и правителем Эбрука стал Коэль Старый. 
Королевство Эбрук располагалось на территориях современных графств Нортумберленд, Камбрия, Дарем, Норт-Йоркшир, Ланкашир, Уэст-Йоркшир, Ист-Райдинг-оф-Йоркшир, Северный Линкольншир, Саут-Йоркшир, Большой Манчестер, Чешир и Дербишир, то есть территория всей северной части современной Англии.

## Короли
- Коэль Старый (383—420)
- Кенеу ап Коэль (420—450)
- Мор ап Кенеу (450—470)
- Эйнион ап Мор (470—495)
- Артуис ап Мор (495—500)
- Элиффер ап Артуис (500—560)
- Передур ап Элиффер[1] (560—580)
- Элидир ап Элиффер (580)
- Гургант ап Передур (580—?)
- Кадваллон ап Кадван (633-634)